# فرودگاه تفراویی وهران
فرودگاه تفراویی وهران (به انگلیسی: Oran Tafraoui Airport) یک فرودگاه همگانی و نظامی با کد یاتا TAF است که یک باند فرود آسفالت دارد و طول باند آن ۲۷۳۸ متر است. این فرودگاه در شهر وهران، الجزایر کشور الجزایر قرار دارد و در ارتفاع ۱۱۲ متری از سطح دریا واقع شده‌است.